# Aprionus adventitius
Aprionus adventitius är en tvåvingeart som beskrevs av Jaschhof 2009. Aprionus adventitius ingår i släktet Aprionus, och familjen gallmyggor. Arten är reproducerande i Sverige.